# Stefania ackawaio
Stefania ackawaio är en groddjursart som beskrevs av Ross D. MacCulloch och Lathrop 2002. Stefania ackawaio ingår i släktet Stefania och familjen Hemiphractidae. IUCN kategoriserar arten globalt som livskraftig. Inga underarter finns listade i Catalogue of Life.